# قد أسود
قد أسود (الاسم العلمي: Cottus baileyi) (بالإنجليزية: black sculpin)‏ هو نوع من الأسماك يتبع جنس القد من الفصيلة القديات.